# Ov Fire and the Void
"Ov Fire and the Void"là một bài hát của ban nhạc Behemoth trong album Evangelion năm 2009 của họ. Lời bài hát được lấy cảm hứng từ triết lý của Max Stirner. Khi các phiên bản demo đầu tiên được ghi lại, Adarm"Nergal"Darski đã chia sẻ cách anh cảm nhận bản chất âm thanh:
"Trong khi nghe các phiên bản demo đầu tiên của bản nhạc này, tôi có một cảm giác không thể cưỡng lại rằng mỗi giai điệu đều chứa đầy tinh thần mạnh mẽ của Dionysus - vị thần của hỗn loạn ngây ngất, nguồn vui của sự thuần khiết vượt xa ranh giới sai lầm giữa thiện và ác, sống và chết, yêu và ghét. Sức mạnh Dionysian tập trung hoàn toàn vào đây và bây giờ, là kiến thức kinh nghiệm, trực giác và niềm đam mê. Tất cả những điều này là các yếu tố cần thiết hoặc thành phần của bất kỳ hình thức nghệ thuật nào. Thế giới bị chi phối bởi những đức tính như vậy, không thể bị hủy hoại hoặc bị đàn áp bởi một trật tự mà mọi nền văn hóa hay nền văn minh đều cố gắng áp đặt. Trong bản chất của nó, nó nguyên thủy và tinh khiết hơn nhiều. Điều tương tự cũng có thể nói về một sự hỗn loạn sáng tạo; nó vượt xa mọi loại phân tích trí tuệ hoặc đầu cơ. Nó trở thành năng lượng được giải phóng. Tiềm năng trong hành động, không bao giờ quán tính. Chúng ta hãy vui mừng vì chúng ta như những dòng dung nham phun trào dưới ý chí đại dương và vũ trụ của chúng ta."

## Video âm nhạc

### Ghi âm và sản xuất
MV của Ov Fire and the Void được quay bởi Grupa 13 tại Wrocław, Ba Lan và được đạo diễn bởi Dariusz Szermanowicz. Cả hai bên trước đây đã từng làm việc cho video cho At The Left Hand ov God. Behemoth bắt đầu làm việc cho dự án vào đầu tháng 7 năm 2009 và họ dự định sẽ ra mắt vào cuối tháng 7/đầu tháng 8, ngay trước khi phát hành Eveachion.
Trong khi quay video vào tháng 7, ban nhạc muốn thông báo cho người hâm mộ của họ bằng cách quay và đăng các cảnh phía sau hậu trường.
 Đó là một lựa chọn tự nhiên đối với chúng tôi khi làm việc với Grupa 13 một lần nữa. Họ đã làm công việc tuyệt vời cho chúng tôi trong quá khứ và chúng tôi biết rằng chúng tôi có thể làm một cái gì đó thậm chí còn ngoạn mục hơn lần này. [...] Trong '' At The Left Hand ov God', mặc dù hiện đại hơn, đoạn clip mới chứa các tài liệu tham khảo trong Kinh thánh. Cảnh cuối cùng cho thấy ban nhạc xuất hiện với một thiên thần và những gì xảy ra với nó ở cuối sắp gây ra nhiều sự bối rối. 
 Vào ngày 30 tháng 7, đoạn trailer được phát sóng trên YouTube, cung cấp một cái nhìn thoáng qua về chủ đề của video, tiếp theo là buổi ra mắt của video cuối cùng trên YouTube vào ngày 6 tháng 8, ngay trước khi phát hành album Evangelion được phát hành vào 7 tháng 8 ở châu Âu.

### Kiểm duyệt
Vào ngày 7 tháng 8 năm 2009, một ngày sau khi ra mắt video, phiên bản không kiểm duyệt của video đã bị xóa khỏi YouTube, gây ra phản ứng dữ dội từ người hâm mộ. Ban nhạc đã tải lên một phiên bản kiểm duyệt của video để phản hồi và tải lại phiên bản gốc lên trang Metal Blade của họ bằng Vimeo.